# Chinese alligator
De Chinese alligator (Alligator sinensis) is een krokodilachtige uit de familie alligators en kaaimannen (Alligatoridae) en de onderfamilie alligators (Alligatorinae).

## Naam en indeling
De wetenschappelijke naam van de soort werd voor het eerst voorgesteld door Albert-Auguste Fauvel in 1879. Later werd de naam Caigator sinensis gebruikt. De soortaanduiding sinensis betekent vrij vertaald 'wonend in China'. De Chinese alligator is een van twee 'echte' alligatorsoorten die nog bestaan, de andere is de mississippialligator (Alligator mississipiensis), de anderen in de familie zijn kaaimannen.

## Uiterlijke kenmerken
De Chinese alligator is een van de kleinere soorten krokodilachtigen en bereikt een totale lichaamslengte van nog geen twee meter inclusief de staart. De soort blijft hiermee veel kleiner dan de tot meer dan vier meter lange mississippialligator. In Chinese literatuur uit de oudheid worden lichaamslengtes vermeld tot drie meter, maar dergelijke exemplaren zijn niet bekend uit de recente geschiedenis. Zelfs de grootste exemplaren in museumcollecties zijn nooit langer dan twee meter. De alligator bereikt een maximaal gewicht tot ongeveer 40 kilogram.
De Chinese alligator heeft een korte snuit en stompe tanden om efficiënter schelpdieren en slakken te kunnen eten die een groot deel van het menu bepalen. De bek bevat 72 tot 76 tanden; 5 rijen voortanden (premaxillair) en 13 of 14 rijen tanden (maxillair) in de bovenkaak en 18 of 19 rijen kiezen (mandibulair) in de onderkaak. De vingers en tenen zijn verbonden met zwemvliezen die echter niet tot het einde reiken, de vingers en tenen hebben korte klauwtjes. De lichaamskleur is bruin tot geelgrijs aan de bovenzijde, de buikzijde is lichter tot wit. Aan de onderzijde van de kop zijn opvallende zwarte vlekken aanwezig. De juvenielen hebben een zwarte lichaamskleur en hebben een afstekende gele bandering, vooral op de staart, die na enkele jaren vervaagt. De juvenielen hebben met gemiddeld vijf lichaamsbanden en acht staartbanden een lager aantal lichte dwarsbanden in vergelijking met hun Amerikaanse verwant.
De Chinese alligator is sterk verwant aan de mississippialligator en de twee soorten lijken uiterlijk veel op elkaar. De Chinese alligator is ook zwaar bepantserd, maar heeft in tegenstelling tot de mississippialligator zelfs beenplaatjes op de oogleden, net zoals de brilkaaiman en Cuviers gladvoorhoofdkaaiman. De snuitpunt is bovendien spitser en is iets naar boven gekromd. Zowel de rugbepantsering als de buikplaten zijn voorzien van verharde kalkinsluitingen, osteodermen genaamd, die bij de mississippialligator meestal ontbreken.

## Levenswijze
De alligator is sterk op het water aangepast en komt er niet vaak uit behalve om eieren af te zetten en af en toe te zonnen. De soort is nachtactief en schuilt overdag vaak in zelfgegraven holen langs de oever van het water. Het voedsel bestaat vrijwel uitsluitend uit weekdieren als slakken en mosselen, de alligator is echter opportunistisch en soms worden gewervelde dieren zoals vissen, ratten en (water)vogels buitgemaakt. Jongere dieren eten voornamelijk zoetwatergarnalen en insecten.
De Chinese alligator is langzamer dan andere soorten krokodilachtigen, het dier is relatief schuw en wordt beschouwd als ongevaarlijk voor mensen. Als de bek openstaat hoeft dat niet altijd een dreighouding te betekenen; dit 'gapen' dient ter afkoeling van de kop. Vanaf oktober wordt het in het natuurlijke verspreidingsgebied te koud om het voortplantingsstelsel te laten functioneren en trekken de dieren zich terug in holen en grotten. De Chinese alligator is de enige krokodilachtige waarvan bekend is dat een winterslaap wordt gehouden.

## Voortplanting en ontwikkeling
De dieren komen waarschijnlijk rond april uit hun schuilplaatsen en in juni vindt de balts en paring plaats. In de maanden juli en augustus worden de eieren afgezet die in een nestheuvel worden gedeponeerd. Deze zijn kleiner dan die van de mississippialligator en ook worden er minder eieren geproduceerd. Het aantal eieren varieert tussen ongeveer tien en vijftig. Vroeger werd wel gedacht de eieren in een kuiltje werden gelegd en direct door zonlicht werden uitgebroed maar dit wordt beschouwd als achterhaald.
Bij een temperatuur van gemiddeld 30° Celsius komen de eieren na ongeveer 70 dagen uit. Als gevolg van temperatuurafhankelijke geslachtsbepaling komen bij lagere temperaturen (28°) komen vrouwtjes uit het ei, bij temperaturen boven 33° ontstaan mannetjes. Als de temperaturen overlappen komen zowel mannetjes als vrouwtjes uit het ei. De juvenielen zijn ongeveer 21 centimeter lang als ze uit het ei kruipen en wegen dan ongeveer 30 gram. Ze groeien de eerste vijf jaar snel, daarna neemt de groeisnelheid sterk af. De vrouwtjes zijn na vier tot vijf jaar volwassen.

## Verspreiding en habitat

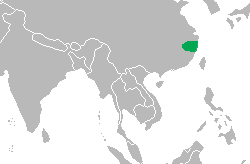
Verspreidingsgebied in het groen.

De Chinese alligator komt voor in delen van Azië en leeft endemisch in China. De alligator is alleen bekend uit de benedenloop van de Yangtze en de verschillende zijrivieren in de delta. De habitat bestaat uit permanente, stilstaande tot langzaam stromende modderige wateren, zoals moerassen in laagveengebieden, vennen, poelen, rivieren en kleine meren in subtropische tot gematigde gebieden.

## Bedreiging en bescherming
De Chinese alligator staat samen met de Filipijnse krokodil (Crocodylus mindorensis) bovenaan de lijst van met uitsterven bedreigde krokodilachtigen. Door de internationale natuurbeschermingsorganisatie IUCN is de beschermingsstatus 'ernstig bedreigd' toegewezen (Critically Endangered of CR).
Oorspronkelijk kwam de Chinese alligator in de grootste delen van China voor en strekte zich mogelijk uit tot delen van Korea. Het areaal is de laatste 20 jaar met ongeveer 90 procent geslonken. Het huidige verspreidingsgebied is ongeveer zo groot als Nederland. In 1972 is de alligator door de Chinese regering tot beschermde soort uitgeroepen, maar de handhaving van de werd pas sinds de jaren 80 effectief.
Het voormalige leefgebied van de Chinese alligator is vrijwel geheel verdwenen als gevolg van de ontginning van moerasgebieden voor de landbouw. Het leefgebied wordt daarnaast bedreigd door overstromingen, voornamelijk veroorzaakt door dammen die ten behoeve van de elektriciteitsvoorziening. De dieren worden daarnaast gedood door boeren omdat ze de plaatselijk gefokte vogels opeten en worden gevangen en geslacht uit commercieel oogpunt. Het vlees wordt verkocht en ook de organen worden in Aziatische landen zoals China gewaardeerd als traditioneel medicijn. Ook de huid wordt commercieel verhandeld, omdat de huid meer insluitingen bevat dan andere soorten is deze niet geschikt om krokodillenleer van te maken.
In gevangenschap is de Chinese alligator zeer reproductief; de wereldwijde populatie bedraagt meer dan 10.000 dieren. In het wild komen echter minder dan 200 exemplaren voor, ook het aantal aangetroffen nesten wordt kleiner. In 1996 werden 10 nesten waargenomen en in 1999 slechts enkele nesten waarvan er niet één levensvatbare jongen bevatte. In de meest recente telling uit 2015 werden 64 exemplaren aangetroffen waarvan 32 volwassen dieren, het totale aantal in het wild levende Chinese alligators werd geschat op 136 tot 173 individuen.